# Лихачёв, Иван Алексеевич
Ива́н Алексе́евич Лихачёв (3 [15] июня 1896, Озеренская, Тульская губерния — 24 июня 1956, Москва) — советский государственный деятель, один из организаторов автомобильной промышленности СССР. Известен как директор московского 1-го Государственного автомобильного завода (в дальнейшем Завода имени И. А. Лихачёва). Член ЦИК СССР 7 созыва, депутат ВС СССР 1—4 созывов. Член ЦК ВКП(б) (1939—1941), кандидат в члены ЦК КПСС (1956).

## Биография
Родился 3 (15) июня 1896 года в слободе Озеренская (ныне — в Венёвском районе Тульской области) в семье рабочего-печатника Алексея Васильевича Лихачева (ум. в 1916 году) и крестьянки Евдокия Николаевны Лихачевой (урожд. Антюхиной; ум. в 1956 году). В семье было семеро детей, Иван — старший.
В 1908 году окончил сельскую школу и устроился учеником в медницкую мастерскую Путиловского завода в Петербурге. В 1908—1915 годах — слесарь на Путиловском заводе. Во время Первой мировой войны Лихачёв служил матросом на Балтийском флоте (1915—1917).
В июне 1917 года вступил в РСДРП(б). В октябре того же года стал одним из организаторов отрядов Красной Гвардии в Гельсингфорсе. В 1917—1921 годах был командиром РККА, работал в ВЧК.
В 1921 году был направлен на профсоюзную работу (1921—1926 — управляющий делами Московского губернского профсоюза — МОСПС), одновременно учился в МГА, позднее в Ленинградском электромеханическом институте (отраслевом вузе Ленинградского политехнического института), но не окончил его.
В 1926 году И. А. Лихачёв был назначен директором Московского автомобильного завода (который затем был переименован в ЗИС), на этом посту проработал 13 лет. Первоначально Лихачёву достался маленький и плохо оснащённый завод, но за очень небольшой срок директор АМО (ЗИС) Лихачёв сумел создать мощнейший автогигант. В 1929 и 1930 годах он посетил автомобильные заводы Германии и США, где знакомился с принципами современного производства автомобилей. По некоторым данным, Лихачёву предлагали остаться работать в Америке, от чего он отказался.
С 5 февраля 1939 года по 2 октября 1940 года занимал пост народного комиссара среднего машиностроения СССР.
С 1940 по 1950 годы вновь возглавлял ЗИС. За время его работы завод становится крупнейшим предприятием с новейшим оборудованием и проектной мощностью 150 тыс. грузовых автомобилей в год. Кроме того, завод специализировался на выпуске автомобилей представительского класса.
В годы Великой Отечественной войны завод под руководством Лихачёва успешно снабжал армию оружием и грузовиками. Иван Лихачёв новаторски организовал сборку автомашин на конвейере, впервые в СССР. За годы эвакуации ЗИС (1941—1942 годы) Лихачёв наладил производство на таких стратегически значимых для СССР предприятиях, как Ульяновский автомобильный, Миасский автомоторный (УралАЗ), Челябинский кузнечно-прессовый, Шадринский автоагрегатный заводы.
В 1950—1953 годах был директором авиационного завода № 41 (ныне — Московский машиностроительный завод «Авангард»).
В 1953—1956 годах занимал пост Министра автомобильного транспорта и шоссейных дорог СССР. Менее месяца проработал Министром автомобильного транспорта и шоссейных дорог РСФСР (был назначен на эту должность в июне 1956 года).
Скончался 24 июня 1956 года. Тело было кремировано. Урна с прахом была захоронена в Кремлёвской стене на Красной площади в Москве.

## Семья
Жена — Анна Николаевна Лихачева (урожд. Шульгина; 1898—1960)
Дочери — Валентина (1920 г.р.) и Юлия
Внучка — Наталья

### Партийные и государственные должности

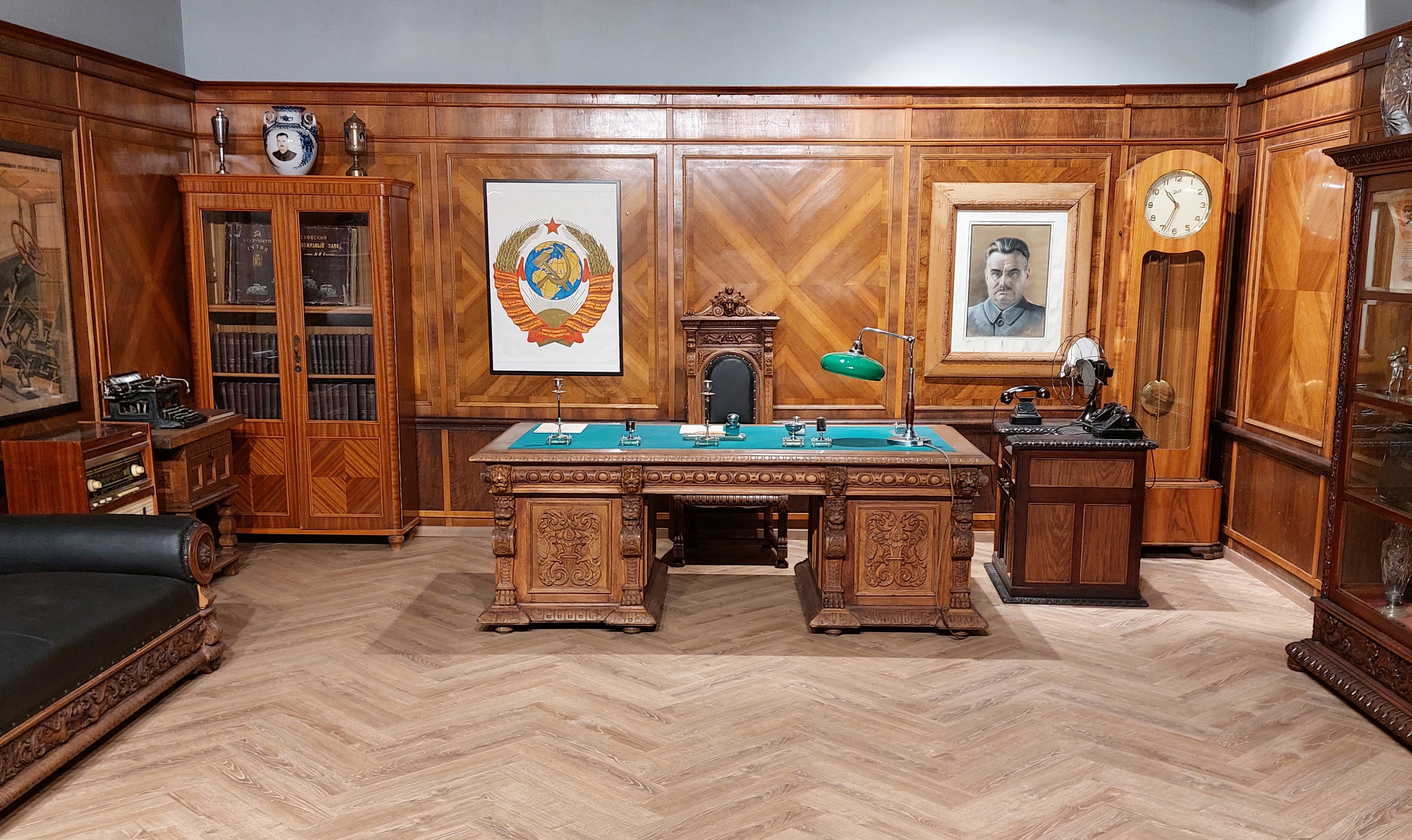
Реконструкция кабинета И. А. Лихачёва. Музей техники Вадима Задорожного

На XVIII съезде Коммунистической партии (1939) избирался членом ЦК ВКП(б); на XVIII партконференции (февраль 1941) выведен из состава ЦК.
На XX съезде КПСС (1956) принят кандидатом в члены ЦК КПСС.
Член ЦИК СССР 7 созыва, депутат ВС СССР 1—4 созывов.

## Память
- В июне 1956 года постановлением ЦК КПСС и СМ СССР Московский автомобильный завод получил его имя — «Завод имени Лихачёва»; аббревиатура ЗиЛ (иногда ЗИЛ).
- Именем Лихачёва также были названы улицы в ряде населённых пунктов СССР.
- В 1958 году в Москве установлен бронзовый бюст И. А. Лихачёва[5].
- В 2013 году в Тульской области открыт памятник И. А. Лихачёву[6].
- В 1970 году вышел советский художественный фильм «Директор» (Мосфильм, реж. А. А. Салтыков, сценарий Ю. М. Нагибина), прообразом главного героя которого послужил И. Лихачёв.
- Имя Лихачёва носит улица в Саранске.

## Награды и премии
- пять орденов Ленина (в том числе 15.06.1956)
- орден Отечественной войны I степени
- два ордена Трудового Красного Знамени
- Сталинская премия второй степени (1949) — за разработку метода перевода поточного производства на выпуск новой модели автомашины без прекращения выпуска продукции